# Platylabops vulcanalis
Platylabops vulcanalis är en stekelart som först beskrevs av Berthoumieu 1898.  Platylabops vulcanalis ingår i släktet Platylabops och familjen brokparasitsteklar. Inga underarter finns listade i Catalogue of Life.